# Dâu gai
Dâu gai hay còn gọi là mỏ quạ, mỏ quạ ba mũi, hoàng lồ, vàng lồ, vàng lồ ba mũi, cây bớm, sọng vàng, gai mang, gai vàng lồ, ắc ó, thồ lồ, nam phịt (tiếng Tày), xuyên phá thạch (danh pháp khoa học: Maclura tricuspidata Carrière, 1864) là một loài thực vật thuộc họ Dâu tằm (Moraceae), có nguồn gốc Đông Nam Á và Đông Á. Người Trung Quốc gọi nó là chá (柘). Chùa Đàm Chá (潭柘寺) tại Bắc Kinh lấy tên theo cây này.

## Mô tả
Cây bụi, thân mềm yếu, nhiều cành vươn dài tạo thành bụi, có nhựa mủ trắng, chịu khô hạn. Thân và cành có nhiều gai, gai già thường cong xuống giống mỏ con quạ nên gọi là cây mỏ quạ. Vỏ thân màu xám có chấm trắng. Rễ hình trụ có nhiều nhánh, mọc ngang rất dài, có thể xuyên qua đá nên có tên là xuyên phá thạch. Lá mọc so le, hình trứng thuôn, hai đầu nhọn, mặt lá nhẵn bóng, mép nguyên. Cụm hoa hình cầu, đường kính 7-10mm, màu vàng nhạt, mọc thành đôi hay mọc đơn ở kẽ lá, màu vàng nhạt. Hoa đơn tính, đực cái khác gốc. Quả màu hồng hợp thành quả kép.
- Mùa hoa: tháng 4 - 5; mùa quả: tháng 10 - 11.
- Phân bố: Cây mọc hoang ở đồi núi, ven đường. Tuy nhiên, theo e-flora thì loài này không có ở Việt Nam[1], còn trên website của Đại học Huế thì cho rằng nó chỉ có ở vùng Chân Mộng, Vĩnh Phú[2].

## Thành phần hóa học
Rễ và lá chứa flavonoit.

## Công dụng
Lá tươi rửa sạch bỏ cọng giã nhỏ hoặc nấu cao đắp chữa các vết thương phần mềm. Nếu vết thương thường xuyên thủng, đắp hai bên, băng lại. Rễ chữa thấp khớp, phù thũng, ứ huyết, bế kinh, bị đánh tổn thương.

## Hình ảnh

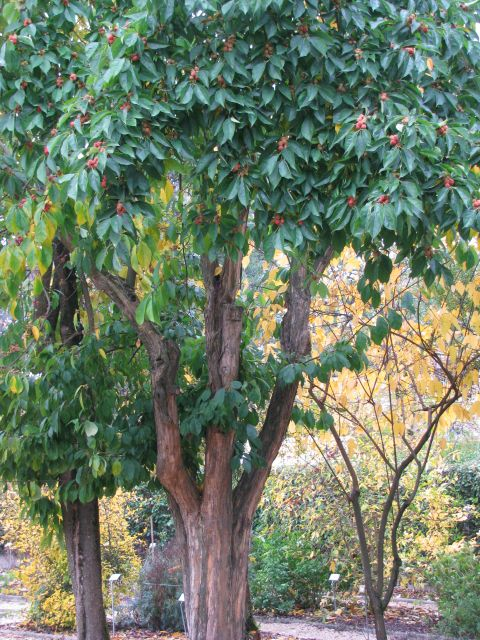